# Conhelo (departamento)
Conhelo é um departamento da província de La Pampa, na Argentina.
Compreende inteiramente o município de Conhelo, parte (incluindo a capital) dos municípios de Eduardo Castex, Mauricio Mayer, Monte Nievas e Winifreda, e parte dos municípios de Colonia Barón, La Maruja, Luan Toro, Metileo e Villa Mirasol, que têm a capital em outro departamento.
Também abrange inteiramente a Comissão de Fomento de Rucanelo.

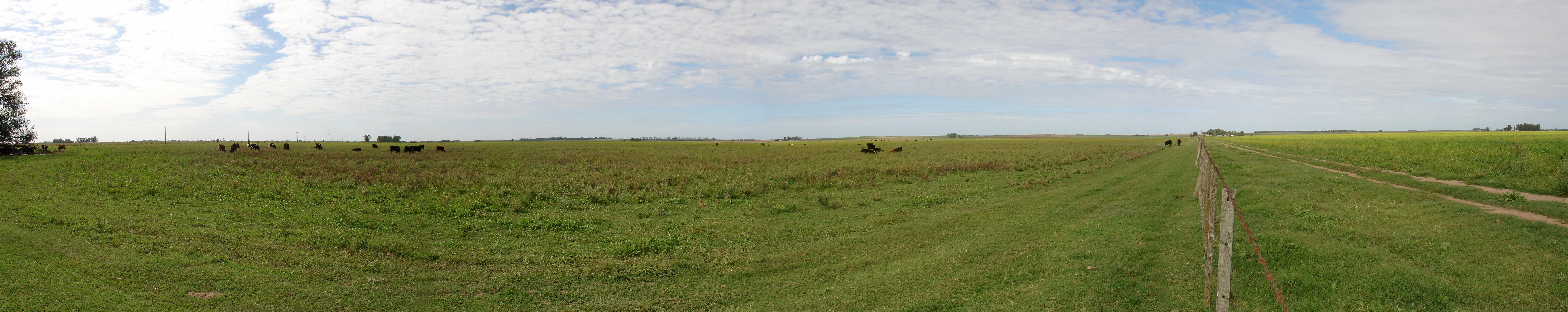
Vista panorâmica de um campo, nos arredores de Winifreda.